# April 2011
Dit artikel geeft een chronologisch overzicht van belangrijke gebeurtenissen per dag in de maand april van het jaar 2011.

## Gebeurtenissen

### 3 april
- De Belg Nick Nuyens wint de 95ste editie van de Ronde van Vlaanderen.
- In Kazachstan wint zittend president Noersoeltan Nazarbajev de presidentsverkiezingen met bijna 95% van de stemmen.

### 4 april
- Een vliegtuig van Georgian Airways, in dienst van de VN-missie MONUSCO, stort neer onder slechte weersomstandigheden op de internationale luchthaven van de Congolese hoofdstad Kinshasa. Van de 33 inzittenden overleefde 1 passagier de crash.
- De Sociaaldemocratische Partij van premier Jaume Bartumeu verliest bij Andorrese parlementsverkiezingen negen van haar veertien zetels in de Consell General de les Valls. De rechtse DA van voormalig burgemeester van Escaldes-Engordany Antoni Martí behaalt 55,2% van de stemmen en wint tien zetels.
- In Haïti wint zanger Michel Martelly, ook bekend als Sweet Micky, de tweede ronde van de presidentsverkiezingen van voormalig first lady Mirlande Manigat. Tijdens de eerste ronde behaalde Martelly nog negen procent minder stemmen dan Manigat.

### 6 april
- Al op de eerste dag wordt het proces tegen de Italiaanse premier Silvio Berlusconi rond betaalde seks met de minderjarige Marokkaanse Karima El Mahroug, beter bekend onder haar bijnaam Ruby Rubacuori, uitgesteld.
- De Iraanse asielzoeker Kambiz Roustayi steekt zichzelf in brand op de Dam in Amsterdam. Zijn asielaanvraag was de week daarvoor afgewezen. Hij overleed een dag later aan zijn verwondingen.

### 7 april
- De sociaaldemocratische KNK van president François Bozizé behaalt een absolute meerderheid van 61 op 105 zetels bij de tweede ronde van Centraal-Afrikaanse parlementsverkiezingen. Eerder won Bozizé ook al de presidentsverkiezingen, die op dezelfde dag als de eerste ronde werden gehouden.
- In Rio de Janeiro schiet een man twaalf kinderen dood in en nabij zijn vroegere school. Hij pleegt zelfmoord op het moment dat de politie bij het bloedbad arriveert. (Lees verder)

### 9 april
- In winkelcentrum Ridderhof in de Nederlandse stad Alphen aan den Rijn vinden bij een schietpartij zeven mensen de dood en raken er vijftien gewond. Onder de doden is ook de schutter, die zelfmoord pleegt. (Lees verder)
- De Djiboutiaanse president Ismaïl Omar Guelleh van de sociaaldemocratische RPP wordt herkozen met 80,58% van de stemmen. Het grootste deel van de oppositie heeft de verkiezingen geboycot, waardoor alleen Mohamed Warsama Ragueh overbleef als tegenkandidaat. (Lees verder)

### 10 april
- De Keniase langeafstandsloper Wilson Chebet is met 2:05.27 de snelste in de 31e editie van de marathon van Rotterdam. Bij de vrouwen zegeviert zijn landgenote Philes Ongori in een tijd van 2:24.20.

### 11 april
- De Ivoriaanse president Laurent Gbagbo, die sinds zijn verlies van de presidentsverkiezingen weigert de macht over te dragen aan Alassane Ouattara, wordt opgepakt in Abidjan. Volgens zijn medestanders gebeurde dat door Franse militairen, maar Frankrijk ontkent iets te maken te hebben met de arrestatie.
- Bij parlementsverkiezingen in Nigeria lijdt de liberale PDP van president Goodluck Jonathan verlies en boekt de eveneens liberale ACN significante winst in de streek van 's lands grootste stad Lagos. Door organisatorische problemen kon slechts 85% van de kiesgerechtigden stemmen, de rest krijgt die kans nog later deze maand.
- Op de eerste dag waarop het verbod op boerka's en nikabs van kracht is in Frankrijk worden al twee vrouwen in nikab opgepakt in Parijs. De dames in kwestie namen deel aan een protestbetoging tegen het verbod op gezichtsverhullende kledij.
- In Peru behaalt Ollanta Humala van de links-nationalistische PNP de meeste stemmen tijdens de eerste ronde van de presidentsverkiezingen. Humala rijft met een uitslag van 28,06% zes procentpunten meer binnen dan zijn belangrijkste rivaal Keiko Fujimori, dochter van voormalig president Alberto Fujimori.
- In de Wit-Russische hoofdstad Minsk kost een bomaanslag in metrostation Oktjabrskaja aan minstens twaalf mensen het leven, er zijn tevens 200 gewonden. 12 april wordt uitgeroepen tot een dag van nationale rouw.

### 13 april
- Bij een ernstig geweldsincident in het Groningse Baflo overlijden een 48-jarige politieagent en een 29-jarige vrouw.
- Saturnus in oppositie.

### 14 april
- In het Franse Salbris geeft voormalig Brugs bisschop Roger Vangheluwe een interview voor de Vlaamse commerciële televisiezender VT4 waarin hij openhartig spreekt over het seksueel misbruik van twee neefjes; zijn woorden lokken zeer verontwaardigde reacties uit.

### 17 april
- De nationalistische Finnenpartij behaalt bij parlementsverkiezingen in Finland 19,0% van de stemmen, een stijging van 400%. De Nationale Coalitiepartij en de SDP blijven groter, maar verliezen elk zetels. De regerende Centrumpartij van Finland verliest fors en wordt pas de vierde partij.

### 18 april
- Op voorstel van president Raúl Castro worden in Cuba hervormingen aangekondigd waarbij het communisme minder strikt wordt doorgevoerd.
- De Keniaan Geoffrey Mutai wint de Boston Marathon in een tijd van 2 uur, 3 minuten en 2 seconden.
- In de Syrische stad Homs bezetten demonstranten het centrale plein. Leger en politie treden hard op.
- De Nigeriaanse president Goodluck Jonathan, afkomstig uit het christelijke zuiden van het land, wordt herkozen met een absolute meerderheid van 58,89% van de stemmen.

### 19 april
- Bij een aardverschuiving in de gemeente Pantukan op het zuidelijke Filipijnse eiland Mindanao komen minstens 14 mensen om het leven en raken negen mensen vermist.

### 21 april
- De Soechoj Superjet 100, het eerste passagiersvliegtuig dat van begin tot einde in het Rusland van na de Sovjet-Unie ontwikkeld is, voert zijn eerste commerciële vlucht uit.
- In een dierentuin in het Engelse graafschap Cheshire worden elf Humboldtpinguïns, een pinguïnsoort die als kwetsbaar op de Rode Lijst van de IUCN staat, geboren.

### 22 april
- Bij demonstraties in diverse steden in Syrië vallen zeker 88 doden door acties van ordetroepen. Het geweld wordt internationaal veroordeeld.

### 24 april
- De Amerikaanse president Barack Obama nomineert CIA-directeur Leon Panetta als opvolger voor Robert Gates als minister van Defensie, en generaal David Petraeus als de nieuwe directeur van de inlichtingendienst.

### 28 april
- Bij een bomaanslag op café Argana aan het Djemaa el Fna-plein in het Marokkaanse Marrakesh komen 15 mensen om.

### 29 april
- Het huwelijk van prins William en Kate Middleton vindt plaats in Londen.
- André Rouvoet, politiek leider van de ChristenUnie, kondigt aan de politiek te verlaten. Als fractievoorzitter in de Tweede Kamer wordt hij opgevolgd door Arie Slob.

### 30 april
- De Nederlandse Koningin bezoekt in verband met Koninginnedag het Limburgse Weert en Thorn.

## Overleden
<< · januari · februari · maart · april · mei · juni · juli · augustus · september · oktober · november · december · >>